# Parafia Matki Bożej Szkaplerznej w Bayonne
Parafia Matki Bożej Szkaplerznej w Bayonne (ang. Our Lady of Mount Carmel Parish) – parafia rzymskokatolicka położona w Bayonne w stanie New Jersey w Stanach Zjednoczonych.
Jest ona wieloetniczną parafią w archidiecezji Newark, z mszą św. w j. polskim dla polskich imigrantów.
Ustanowiona w 1898 roku i dedykowana Matce Bożej z Góry Karmel.